# Marek Król
Marek Król (ur. 24 lutego 1953 w Poznaniu) – polski dziennikarz i polityk, w latach 1989–2006 redaktor naczelny „Wprost”, poseł na Sejm X kadencji.

## Życiorys
Absolwent Liceum im. Karola Marcinkowskiego w Poznaniu oraz studiów z zakresu filologii klasycznej na Uniwersytecie im. Adama Mickiewicza.
W okresie 1979–1984 pracował w zarządzie wojewódzkim Związku Socjalistycznej Młodzieży Polskiej w Poznaniu. Objął stanowisko kierownika wydziału kultury, a następnie pełnił funkcję sekretarza zarządu wojewódzkiego ds. kultury. W 1979 wstąpił do Polskiej Zjednoczonej Partii Robotniczej. Od lipca 1989 do stycznia 1990 pełnił funkcję sekretarza Komitetu Centralnego PZPR. W latach 1989–1991 sprawował mandat posła na Sejm kontraktowy, wybranego w okręgu Poznań-Grunwald. Był rzecznikiem klubu poselskiego tej partii. Po jej rozwiązaniu do 1991 należał do Polskiej Unii Socjaldemokratycznej oraz Wielkopolskiej Unii Socjaldemokratycznej.
Od 1984 pozostawał związany z tygodnikiem „Wprost”. W 1984 został kierownikiem Działu Społeczno-Politycznego, następnie w lutym 1989 został redaktorem naczelnym tego pisma, ustąpił ze stanowiska w maju 2006. W tym czasie był członkiem Kapituły Nagrody Kisiela. Pozostał prezesem zarządu spółki wydawniczej AWR „Wprost” do 2009, kiedy to sprzedał większość udziałów w tym przedsiębiorstwie. Po odejściu z wydawnictwa w dalszym ciągu publikował w tygodniku swoje felietony. W kwietniu 2010, po opublikowaniu na łamach „Wprost” tekstu krytykującego m.in. Adama Michnika, „Gazetę Wyborczą” i Andrzeja Wajdę, nowy wydawca tygodnika oświadczył, że zaprzestanie drukowania jego tekstów. W lipcu 2012 po dwuletnim procesie sąd okręgowy prawomocnie uznał za bezprawne zwolnienie Marka Króla i nakazał wydawcy wypłatę odszkodowania. W lipcu 2010 Marek Król został felietonistą „Super Expressu”.
W 1996 tygodnik „Nie” napisał, że Marek Król był tajnym współpracownikiem Służby Bezpieczeństwa o pseudonimie „Rycerz”. Marek Król wystąpił przeciwko redaktorowi naczelnemu „Nie”, Jerzemu Urbanowi, z pozwem o ochronę dóbr osobistych. W wyniku kwerendy archiwalnej przeprowadzonej na wniosek Marka Króla przez Instytut Pamięci Narodowej odnaleziono zapis w kartotece odtworzeniowej biura „C” Ministerstwa Spraw Wewnętrznych, według którego Marek Król został zarejestrowany jako tajny współpracownik pod pseudonimem „Adam”. W czerwcu 2013 Sąd Okręgowy w Warszawie w tzw. procesie autolustracyjnym orzekł, że Marek Król nie był tajnym współpracownikiem służb specjalnych PRL.